# Olavi Rokka
Olavi Rokka, né le 9 août 1925 à Viipuri et mort le 21 décembre 2011 à Hyvinkää, est un pentathlonien finlandais.

## Palmarès

### Jeux olympiques
- 1952 à Helsinki
  -  Médaille de bronze par équipes [1]